# Ivan Bekčič
Ivan Bekčič je glasbenik, najbolj znan po dolgoletnem sodelovanju s Petrom Lovšinom. Svojo glasbeno kariero je začel kot kitarist pri Lublanskih psih, nadaljeval v spremljevalni zasedbi Janija Kovačiča, potem pa ustanovil skupino Mad Dog. Na prvem in edinem albumu »Grrrr!« (izšel leta 1989 v kasetni obliki pri založbi Helidon) je bil  soavtor vseh skladb, med katerimi so najbolj znane: »Če pridem v... nebesa kdaj«, »Dolga cesta« in »Greva dol«. Kmalu zatem se je pridružil Lovšinu v Sokolih, kjer je bil tudi soavtor nekaterih hitov, kot so: »Moja mama je strela«, »Marija pomagaj«, »Ko so češnje cvetele«, ... Ko je Pero razpustil Sokole je Ivan ustanovil Hot Dog, kjer je prepeval Goran Breščanski. Na albumu »Brez ljubezni« (izšel leta 1994 v kasetni obliki pri založbi Mandarina) je bil Ivan avtor vseh skladb. Potem, ko so se Hot Dog razšli, se je spet pridružil Lovšinu in bil vodilni glasbenik in aranžer na mnogih njegovih ploščah. Sodeloval je tudi na plošči »Slovenija gre naprej« zasedbe Lovšin / Predin / Kreslin in igral z njimi na turnejah. Kot izkušen kitarist in spremljevalni vokalist se je Ivan Bekčič naposled odločil posneti ploščo, na kateri nastopa v vlogi pevca, kitarista, avtorja besedil, glasbe in aranžmaja.   Za prvo skladbo z bodočega albuma: »DOST TE MAM!« je bil posnet tudi videospot, ki ga je režiral Predrag Rajčič - Perica,za drugo skladbo 'Meni vseen je' pa je videospot režiral Ivan sam.

## Diskografija
- Lublanski psi/Lepo je... (1982, ZKP RTV)
- Jani Kovačič/Bloki (1984, ZKP RTVL)
- Mad Dog/Grrr (1989,Helidon)
- Sokoli/Marija pomagaj (1990, Helidon)
- Sokoli/Satan je blazn zmatran (1992, Helidon)
- Sokoli/88-93 (1994,Helidon)
- Hot Dog/Brez ljubezni (1994, Mandarina)
- Miro Novak/Jaz pa igram (1997,Nika)
- Peter Lovšin/Zadnji križarski pohod (1997, Helidon)
- Peter Lovšin/Dan odprtih vrat (1999, Big Bang)
- Predin-Lovšin-Kreslin/Slovenija gre naprej (2000)
- Peter Lovšin/Izlet (2001,Nika)
- Peter & The Sellers/Happy Hour (2009, Racman)
- Donna/Winds Caress (2014)